# (4305) Clapton
(4305) Clapton ist ein Hauptgürtelasteroid, der am 7. März 1976 am Harvard-College-Observatorium entdeckt wurde.
Der Asteroid wurde nach dem Rock-Gitarristen Eric Clapton benannt.